# Hutmethode
Die Hutmethode ist eine Belichtungstechnik in der Fotografie.

## Verfahren
Die Hutmethode kommt bei Fotoaufnahmen mit Langzeitbelichtung zum Einsatz. Dabei wird das Objektiv der Kamera mit einem leicht zu entfernenden Deckel, einem dunklen Karton oder eben einem, der Methode ihren Namen gebenden, lichtundurchlässigen Hut abgedeckt. Die Langzeitbelichtung wird gestartet, und erst nach einer gewissen Zeit, wenn die Kamera sicher bewegungsfrei ist, wird die Abdeckung für die gewünschte Zeit der Belichtung entfernt. Vor dem Beenden der Langzeitbelichtung wird das Objektiv erneut abgedeckt. Der Nutzen der Methode besteht darin, das Verwackeln bei solchen Fotografien zu vermeiden. Da diese Unschärfen, etwa bei Nachtaufnahmen, häufig durch kamerainterne Vibrationen (zum Beispiel durch das Umklappen des Schwingspiegels bei Spiegelreflexkameras) verursacht werden, kommt die Hutmethode bei Kameras zum Einsatz, die keine Spiegelvorauslösung anbieten. Auch Unschärfen durch Wackeln an der Kamera während der Betätigung des Auslösers werden mit der Hutmethode umgangen.

## Anwendungsgebiete
Die Hutmethode wird vor allem in der Astrofotografie eingesetzt, um Planeten und andere Himmelskörper, für deren Aufnahmen längere Belichtungszeiten notwendig sind, verwacklungsfrei abzubilden; ebenso kann sie bei der Fotografie von Sonnenfinsternissen verwandt werden. Außerdem findet die Methode beim Fotografieren von Feuerwerkskörpern und Gewittern Anwendung.